# Luís Carlos Porto
Luiz Carlos Porto, mais conhecido como Luiz Porto (Imperatriz, 28 de setembro de 1957) é um professor, pastor evangélico, escritor e político brasileiro filiado ao Partido Socialista Brasileiro (PSB).
É filiado ao PPS, foi Secretário da Receita de Imperatriz, de 2002 à 2005, na administração de Jomar Fernandes, foi Vice-Governador do Maranhão de 1º de janeiro de 2007 até 16 de abril de 2009, no governo de Jackson Lago. É considerado por muitos "o vice-governador mais atuante" da história recente do Maranhão. Foi eleito vice-prefeito de Imperatriz em 2012, ao lado de Sebastião Madeira, cargo que ocupou até 1º de janeiro de 2017.
Junto com sua esposa, Cristina Porto, coordena a nível nacional o Ministério da Família no âmbito da Convenção Geral das Assembleias de Deus do Brasil.

## Formação acadêmica
É formado em Administração Pública pela Universidade Federal do Pará (UFPA), é bacharel em Teologia, e tem especialização em Didática do Ensino Superior, Mestrado e Doutorado na área de Administração e Liderança. Tem 8 livros publicados, e é membro da Academia Imperatrizense de Letras, da qual também é Presidente.